# 押形
押形（おしがた）とは、立体構造物を塗料を用いて平面（紙）に写しとる行為。その所作が立体構造物に紙を押し付ける様子から、押形と呼ばれる。

## 押形の種類
- 石碑の銘文、彫刻等を写しとる「拓本」がほとんどである。
- 印鑑の印影も押形である。
- 日本には、刀剣の形状を写しとり、刃文を描き出す「刀剣押形」が存在し、「刀剣押形」は日本独自の文化である。

## 刀剣押形の歴史
刀剣押形の歴史は古く、最初の目的は刀剣を描き出すことにあった。

### 刀剣鑑定の道具として
室町時代に銘と中茎を写生したところから始まった。これは偽銘に対する知識を伝えるためと考えられる。

### 権力者の象徴として
安土桃山時代には刀身の姿・刃文を写生するに至った。本阿彌光徳による豊臣秀吉愛蔵の名刀を写し描いた「光徳押形」が著名である。これは自身の愛刀の様子を他者へ広く見せるための手段だったと考えられるが、姿、刃文を墨で描き出すため製作は困難であった。
幕末になり、固形墨を利用して刀剣の外郭、中茎を紙へ擦りだし、刃文が描かれる、現在の刀剣押形の原型が完成した。この固形墨は石華墨（せっかぼく）と呼ばれるが、当初は中国から輸入されたと思われる。江戸時代において刀剣押形を作成するのは専ら将軍家であり、朝鮮通信使によって石華墨が伝えられたと考えられる。刃文はお抱え絵師に書かせたものと見られ、描写は細かくないが、ポイントを巧みに捉えている。

### 刀剣研究の一助として
明治時代になり、鉛筆が使われるようになってから、鉛筆による刃文描写が行われるようになり、より正確な描写が可能となった。然しながら、複雑な刃文を見て描写する行為は依然として困難な技術であり、ごく限られた人間（特に研ぎ師等）しか描けないのが実情である。
現在に至るも、鉛筆による押形と墨による押形が並列して行われており、刀剣研究、鑑定の一助として、または刀剣商の通信販売雑誌の手段として多く用いられている。

### 刀剣の美術的要素の表現手段として
刀剣の姿、刃文の表現の美しさを鑑賞するために表装されることがある。